# Skobełka (gmina)
Skobełka – dawna gmina wiejska istniejąca do 1939 roku w województwie wołyńskim w Polsce (obecnie na Ukrainie). Siedzibą gminy była Skobełka.
Początkowo gmina należała do powiatu włodzimierskiego. 12 grudnia 1920 r. została przyłączona do nowo utworzonego powiatu horochowskiego pod Zarządem Terenów Przyfrontowych i Etapowych. 19 lutego 1921 r. wraz z całym powiatem weszła w skład nowo utworzonego województwa wołyńskiego.
15 kwietnia 1934 do gminy Skobełka włączono grunty o powierzchni 1.000 ha z miasta Horochowa (należące uprzednio do gromad Podliski i Horochów).
Według stanu z dnia 4 stycznia 1936 roku gmina składała się z 24 gromad. 
Po wojnie obszar gminy Skobełka został odłączony od Polski i włączony do Ukraińskiej SRR.